# Чирсков, Валерий Павлович
Валерий Павлович Чирсков (23 мая 1940, Ленинград — 17 августа 2011, Санкт-Петербург) — российский трубач и музыкальный педагог, артист Заслуженного Коллектива России Академического симфонического оркестра Ленинградской филармонии.

## Биография
Валерий Павлович Чирсков родился 23 мая 1940 года в Ленинграде. В 1963 окончил Ленинградское музыкальное училище им. Римского-Корсакова по классу трубы у Н. Н. Германа. В 1968 окончил Ленинградскую консерваторию у Заслуженного артиста РСФСР профессора Ю. А. Большиянова.
В 1966—1970 артист симфонического оркестра Ленинградской филармонии, в 1970—1994 — Заслуженного коллектива России Акакдемического симфонического оркестра Ленинградской филармонии под управлением Евгения Мравинского, в 1994—2001 — Санкт-Петербургского симфонического оркестра «Классика», с которыми гастролировал в странах Европы, Латинской Америки, Японии, Корее, Канаде и США. Выступал в лучших концертных залах мира: Карнеги-Холл (США), Альберт-Холл (Великобритания), Осака Симфони Холл (Япония), Гамбург Музикхалле (Германия) и мн. др. В 1995 принимал участие в гала-концерте Пласидо Доминго в г. Турку (Финляндия).
В 2001—2010 директор симфонического оркестра Театра оперы и балета Санкт-Петербургской консерватории. В 1980—2008 преподаватель Детской школы искусств им. Мравинского.
Валерий Павлович Чирсков скоропостижно скончался в Санкт-Петербурге 17 августа 2011 года.